# Иероним Пражский

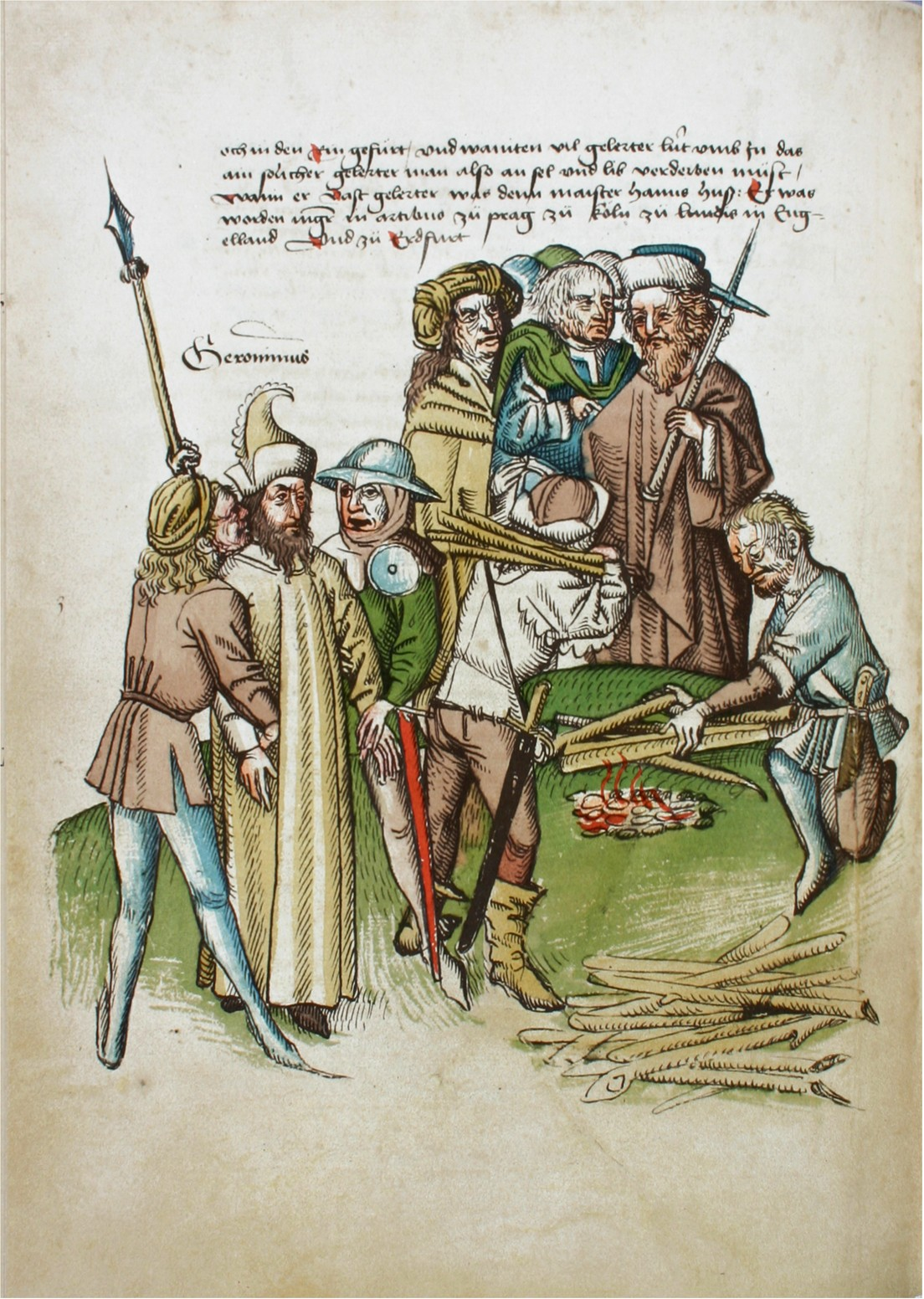
Отправление Иеронима Пражского на казнь. Илл. из «Хроники Констанцского собора» Ульриха фон Рихенталя (1464)

Иероним Пражский (лат. Hieronymus Pragensis, чеш. Jeroným Pražský; около 1380 — 30 мая 1416, Констанц) — чешский реформатор, учёный, оратор, друг и сподвижник Яна Гуса.

## Биография

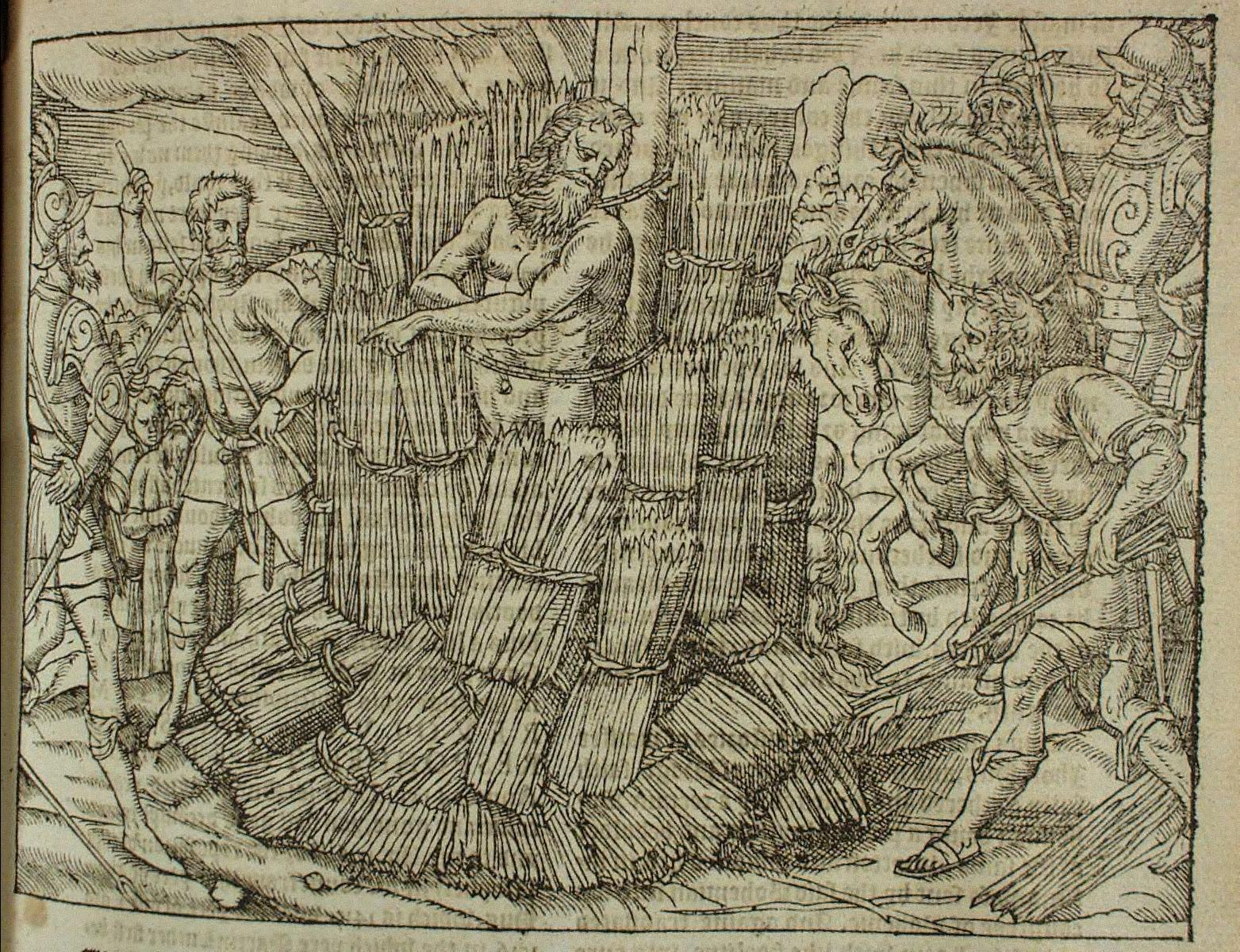
Сожжение Иеронима Пражского. Гравюра из «Книги мучеников» Джона Фокса (1563)

Происходил из зажиточной пражской семьи. Окончил Пражский университет. Был чрезвычайно образованным человеком, а также выдающимся оратором.
Талантливый ученик Яна Гуса, он стал университетским профессором в Праге с 1396 года, продолжал занятия в Оксфорде в 1399—1401 годах, откуда привёз в Прагу переписанные им богословские сочинения Уиклифа и стал ревностным сторонником и распространителем его взглядов. Позже работал в Гейдельберге, Кёльне и Париже. Совершал далёкие путешествия, был в Иерусалиме. Вернувшись в Прагу в 1407 году, близко сошёлся с Гусом.
По приглашению Владислава II Польского принимал участие в создании Краковского университета (1410 год). Заподозренный в ереси Уиклифа, он был арестован в Вене и освобождён только по ходатайству пражского университета.
Иероним Пражский относился к радикальному крылу последователей Гуса. Он отвергал почитание икон, святых мощей, многие католические обряды и т. д. Пытался найти среди православных народов союзников чехам против Католической церкви. Для этого отправился 1413 году к литовскому князю Витовту и посетил Витебск и Псков, где общался с православными священниками.
Когда начатое Гусом движение усилилось, Иероним решительно встал на его сторону и, узнав об аресте Гуса, отправился в Констанц, на заседавший Собор. Убедившись в грозящей опасности, он попытался получить от германского императора свободный пропуск, а от Собора — право говорить. Так как просьба была отклонена, он отправился на родину, но по дороге был схвачен и отправлен обратно в Констанц. Продолжительное заключение так подорвало его энергию, что 23 сентября 1415 года в публичном заседании Собора он отрёкся от своих прежних убеждений, но, оставаясь и после этого в заключении, взял назад своё отречение и твёрдо встретил смерть на костре (30 мая 1416 года).

## Канонизация

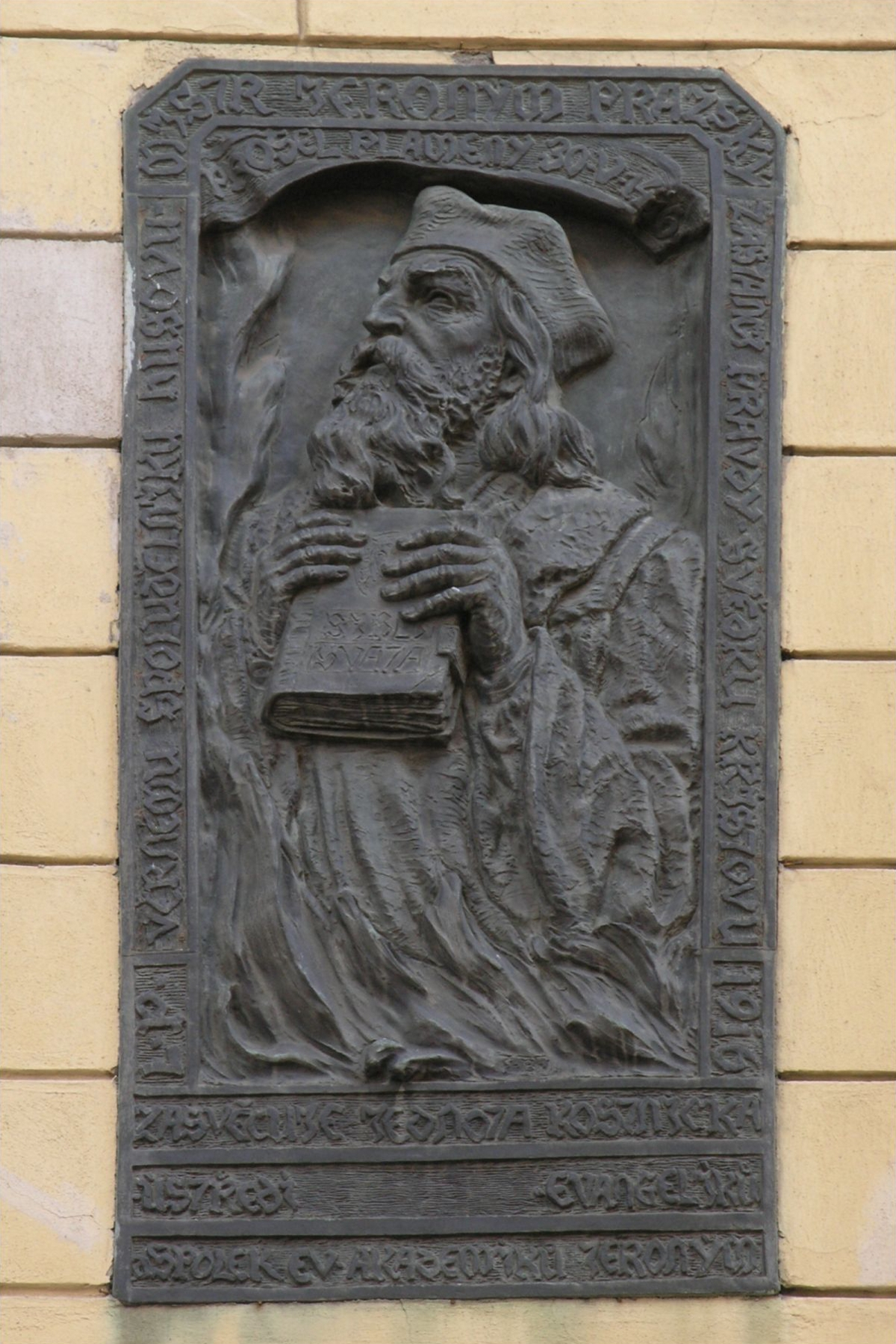
Мемориальная доска Иерониму в Праге

Канонизирован старокатолической церковью. Молитвенное обращение не запрещено и в Чехословацкой Православной церкви.